# نهر أكوراوا
نهر أكوراوا (بالبرتغالية: Rio Acurauá)، يقع في أمازون وهي ولاية في غرب البرازيل، وهو أحد روافد نهر تاراواكا.